# Charles Spencer, 6. Earl Spencer

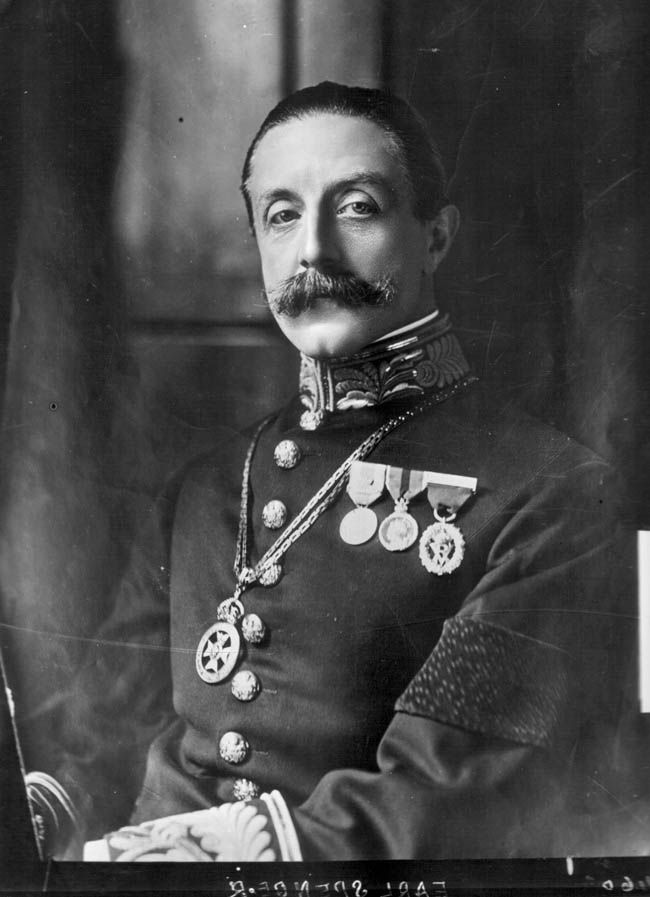
Charles Spencer, 6. Earl Spencer

Charles Robert Spencer, 6. Earl Spencer (* 30. Oktober 1857 in St. James’s, Westminster, London, England; † 26. September 1922 ebenda) war ein britischer Peer und Politiker.

## Leben
Charles Robert Spencer, bekannt als Bobby, war der Sohn des Frederick Spencer, 4. Earl Spencer (1798–1857), aus dessen zweiter Ehe mit Adelaide Seymour (1825–1877), Tochter des Sir Horace Beauchamp Seymour. John Spencer, 5. Earl Spencer, war sein älterer Halbbruder. Er besuchte die Harrow School und studierte am Trinity College der Universität Cambridge.
Spencer bewohnte das Anwesen Dallington Hall Northamptonshire und war von 1880 bis 1885 und erneut von 1900 bis 1905 als Abgeordneter für Northamptonshire North, von 1885 bis 1895 für Northamptonshire Mid Mitglied des britischen House of Commons. 1898 kandidierte er erfolglos als Abgeordneter für Hertford. Von Februar bis Juni 1886 war er Groom in Waiting von Queen Viktoria. 1892 wurde er als Mitglied des Privy Council vereidigt und wurde Vice-Chamberlain of the Household in Regierung von William Ewart Gladstone. Das Amt hat er bis 1895 inne. Zwischen 1900 und 1905 war er Whip der Liberalen.
Am 19. Dezember 1905 wurde ihm die erbliche Peerwürde als 1. Viscount Althorp, of Great Brington in the County of Northampton. Dadurch schied er aus dem House of Commons aus und wurde Mitglied im House of Lords. Gleichzeitig wurde er Lord Chamberlain of the Household, ein Amt, das er bis 1912 innehatte. Am 13. August 1910 erbte er beim Tod seines Halbbruders auch dessen Adelstitel als 5. Earl Spencer, 5. Viscount Spencer, 5. Viscount Althorp (of Althorp) und 5. Baron Spencer of Althorp. Von 1908 bis 1922 war er Lord Lieutenant von Northamptonshire. Er wurde 1911 als Knight Grand Cross des Royal Victorian Order und 1913 als Knight Companion des Hosenbandordens ausgezeichnet. Außerdem wurde ihm die Volunteer Reserve Decoration verliehen.
Lord Spencer war Träger zahlreicher ausländischer Auszeichnungen: des Großkreuzes des Dannebrogordens von Dänemark, des norwegischen St. Olav-Ordens, des schwedischen Nordstern-Ordens, des japanischen Ordens der Aufgehenden Sonne, den serbischen Orden des Weißen Adlers, den preußischen Roten Adlerordens und den spanischen Orden Karls III. Er war außerdem Ehrenmajor und später Ehrenoberst des 4. Freiwilligenbataillons des Northamptonshire Regiments.

## Familie
Spencer heiratete am 23. Juli 1887 in der St James’s Church, Piccadilly, Hon. Margaret Baring (14. Dezember 1868–4. Juli 1906), Tochter des Edward Baring, 1. Baron Revelstoke. Sie hatten sechs Kinder:
- Lady Adelaide Margaret „Delia“ Spencer (1889–1981), Hofdame für Elizabeth, Duchess of York, ⚭ 1914 Sir Sidney Peel, 1. Baronet, Sohn des Arthur Peel, 1. Viscount Peel;
- Albert Edward John Spencer, 7. Earl Spencer (1892–1975), ⚭ 1919 Lady Cynthia Elinor Beatrix Hamilton (1897–1972);
- Hon. Cecil Edward Robert Spencer (1894–1928) Lieutenant Commander der Royal Navy, starb unverheiratet bei einem Reitunfall;
- Lady Lavinia Emily Spencer (1899–1955), Hofdame für Elizabeth, Duchess of York, ⚭ 1919 Luke White, 4. Baron Annaly;
- Hon. George Charles Spencer (1903–1982), Captain der British Army, ⚭ (1) 1931–1962 Barbara Blumenthal ⚭ (2) 1966 Kathleen Henderson;
- Lady Alexandra Margaret Elizabeth Spencer (1906–1996), Autorin, ⚭ 1931–1947 Hon. Henry Douglas-Home, Sohn von Charles Douglas-Home, 13. Earl of Home.

Seine Gattin starb 1906 bei der Geburt ihres sechsten Kindes. Lord Spencer starb im September 1922 in seinem Haus in St. James Place, London, im Alter von 64 Jahren. Er war vier Monate krank gewesen, nachdem er sich bei einer öffentlichen Veranstaltung in Northamptonshire eine Erkältung zugezogen hatte. Sein ältester Sohn Albert erbte seine Adelstitel. Lord Spencer wurde neben seiner Gattin auf dem Friedhof Saint Mary the Virgin with St John in Great Brington, Northamptonshire, begraben.